# Ford FK-Serie
Die Ford FK-Serie ist eine Serie von Lkw-Modellen, die Ford Deutschland in den Jahren 1951 bis 1961 herstellte. Die Bezeichnung „FK“ ergab sich als Kurzform von „Ford Köln“.

## Erste Serie (1951–1955)
Nachdem sich der V8-Ottomotor des Ford Rhein als zu unwirtschaftlich erwiesen hatte, suchten die Kölner Ford-Werke nach einem geeigneten Dieselmotor. Sie fanden ihn schließlich in einer Konstruktion des US-amerikanischen Herstellers Hercules. Der Sechszylinder-Viertakt-Dieselmotor mit 4080 cm³ Hubraum entwickelte eine Leistung von 94 PS (69 kW). Dieses Aggregat – in Lizenz bei Knorr in München für Ford gefertigt –  wurde in den Dreitonner Ford Rhein eingebaut, ebenso wie in die größeren 3 ½-Tonner FK 3500 D und Viertonner FK 4000 D. Wegen Problemen mit der Standfestigkeit wurde die Motorleistung bald auf 85 PS (62,5 kW) zurückgenommen.
Streitigkeiten mit den Südwerken, die sich die Namen „Rhein“ und „Ruhr“ hatten schützen lassen, ohne dass Ford es bemerkte, führten zur Entscheidung, Ford-Lkw künftig unter dem Namen FK in Verbindung mit der Nutzlast in Kilogramm anzubieten. So gab es bald auch einen FK 2000 mit 3,3-Liter-Vierzylinder-Ottomotor, 52 PS (38 kW) Leistung und 2 Tonnen Nutzlast, einen FK 3000 mit 3,3-Liter-Vierzylinder-Ottomotor, 57 PS (42 kW) Leistung und 3 Tonnen Nutzlast und einen FK 3500 mit 3,9-Liter-V8-Ottomotor, 95 PS (70 kW) und 3,5 Tonnen Nutzlast.
Auch die Führerhäuser wurden überarbeitet. Sie hatten nun in die Kotflügel integrierte Scheinwerfer und einen Kühlergrill mit sieben waagerechten Chromstreben.
Im Juni 1954 wurde der FK 4000 S vorgestellt. Er hatte einen auf 4460 cm³ vergrößerten Sechszylinder-Dieselmotor des Herstellers Hercules, der eine Dauerleistung von 90 PS (66 kW) abgab. Der 3,3-Liter-Vierzylindermotor wurde aus dem Programm gestrichen, während der V8-Motor überarbeitet wurde und nun 100 PS (74 kW) abgab. Aber auch die Hubraumvergrößerung machte den Dieselmotor nicht zuverlässiger.
Die Führerhäuser erhielten einen rechteckigen Chromgrill und geteilte Windschutzscheiben. In dieser Form wurden die Ford-Lkw bis Ende 1955 gebaut.

## Zweite Serie (1955–1961)

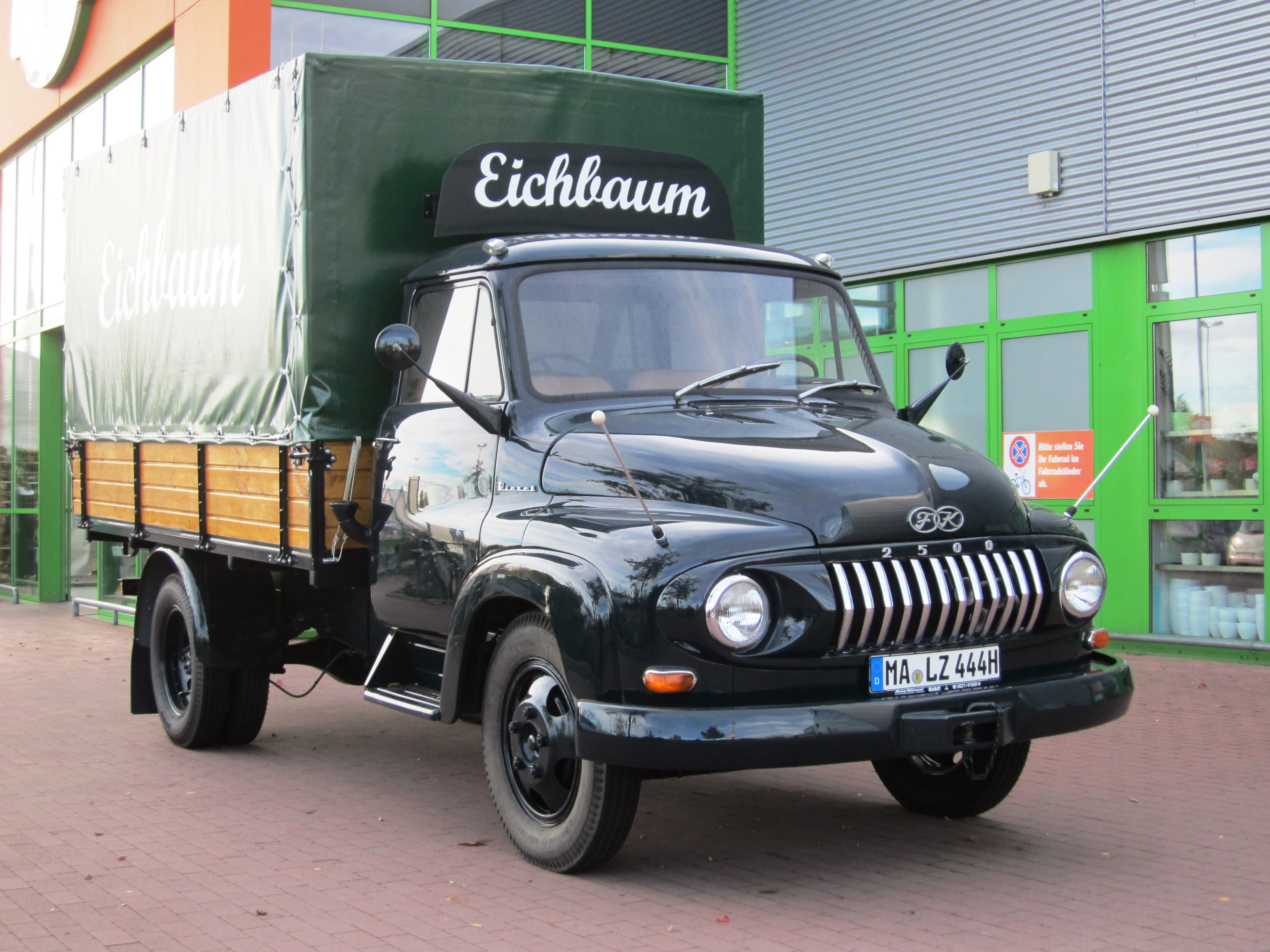
Ford FK 2500 Diesel der zweiten Serie

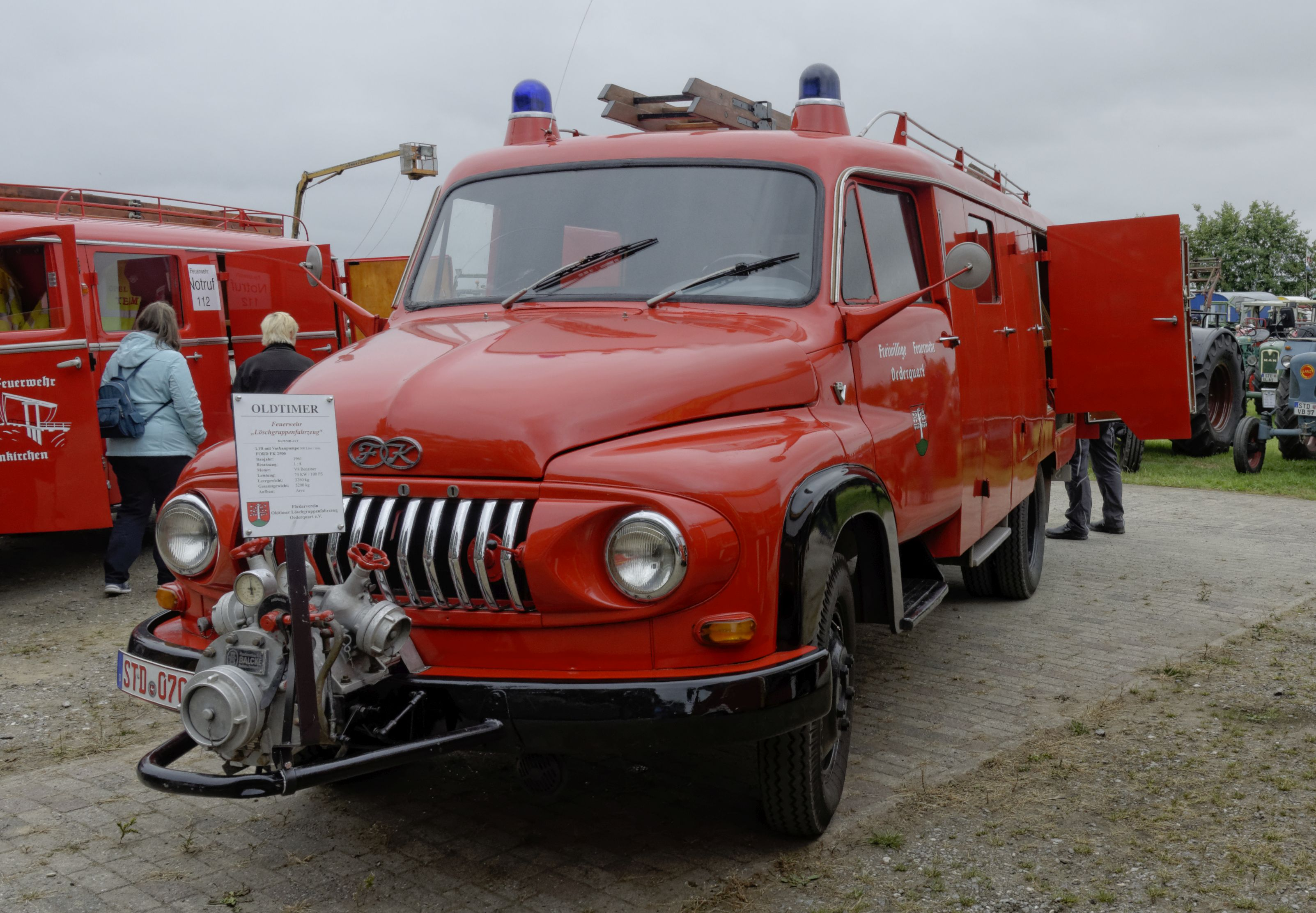
Ford FK 2500 Diesel der zweiten Serie als Feuerwehrwagen mit Vorsatzpumpe

Ende 1955 stellte Ford eine neue FK-Serie vor. Es gab nun den 2,5-Tonner FK 2500, den 3,5-Tonner FK 3500 und den 4,5-Tonner FK 4500. Auffälligstes Merkmal der neuen Serie war ein neu gestaltetes Führerhaus mit einteiliger, gebogener Windschutzscheibe, rundlicher Schnauze und einem Kühlergrill aus zwölf senkrecht angeordneten Chromstreben.
Die Dieselmotoren wurden komplett neu entwickelt. Es waren Zweitakt-V-Motoren mit 90° Zylinderwinkel, Umkehrspülung mit Roots-Gebläse und indirekter Wirbelkammereinspritzung. Die 2,8-Liter-V4-Version kam auf 80 PS (59 kW) bei 2800/min und einer Verdichtung von 18,6 : 1 sowie auf ein maximales Drehmoment von 215 Nm bei 1800–2000/min; die 4,2-Liter-V6-Version gab 120 PS (88 kW) ab. Wahlweise waren ein Vier- oder ein Fünfganggetriebe lieferbar.
Die Erwartung der im Verkaufsprospekt zugesicherten hohen Lebenserwartung des Zweitakters dank nur noch weniger dem Verschleiß unterliegender Teile erfüllte sich nicht. Besonders herausgestellt wurden außerdem das thermostatisch geregelte Kühlsystem, die hohe Wärmeleitfähigkeit der Leichtmetallzylinderköpfe und die nassen (vom Kühlwasser umspülten) Zylinderlaufbuchsen. Hinzu kam eine Kraftstoffreinigung durch Vor- und Feinfilter sowie – bedingt durch den verhältnismäßig kurzen Kolbenhub von 105 mm (Bohrung 92 mm) – eine mittlere Kolbengeschwindigkeit von 9,8 m/s. Doch bereits Anfang 1956 zeigte sich, dass auch diese Motoren dem rauen Nutzfahrzeugalltag nur ungenügend standhielten: Die Zylinderlaufbahnen verformten sich im Bereich der thermisch hoch belasteten Auslassschlitze. Als Abhilfe wurden die Zylinder konisch aufgebohrt, was aber keinen dauerhaften Erfolg brachte. In den ersten sechs Monaten des Jahres 1956 überstieg die Zahl der Reklamationen die Zahl der ausgelieferten Neufahrzeuge, so dass zeitweise der Neubau von Dieselmotoren eingestellt wurde, um die Generalüberholungen überhaupt bewältigen zu können. Mitte 1957 wurden die beiden Dieselmotoren aus dem Programm genommen.
Auch die zweite FK-Serie gab es weiterhin mit dem V8-Ottomotor mit 3924 cm³ Hubraum und 100 PS (74 kW) Leistung. In dieser Form gab es sie noch bis 1961 zu kaufen. Dann wurden sie ohne Nachfolger eingestellt. Ab 1962 wurden Lkw mit den Führerhäusern der zweiten Serie und standfesteren Motoren von Ford of Britain gebaut.
Das Fahrwerk der Lkw der FK-Serie bestand aus einem Leiterrahmen und zwei an Längsblattfedern geführten Starrachsen mit Teleskopstoßdämpfern. Die Fußbremse wirkte hydraulisch auf Trommelbremsen an allen vier Rädern (vorn Duplexbremsen), die Handbremse mechanisch auf die Hinterräder. Der Radstand des FK 2500 betrug 3700 mm, die Gesamtlänge des Fahrzeugs 5780 mm, die Breite 2110 mm und die Höhe in beladenem Zustand 2225 mm. Die Reifengröße der Vorderräder wie auch der hinteren Zwillingsbereifung war einheitlich 6,50–20.
Als Höchst- und Dauergeschwindigkeit wurden 85 km/h genannt. Der Kraftstoffverbrauch des Dieselmotors betrug nach der damaligen DIN 70030 bzw. mit halber Nutzlast und drei Viertel der Höchstgeschwindigkeit 12,3 l/100 km. Der Tank fasste 100 Liter. Der Ölverbrauch lag laut Werksangabe bei 0,25 l/100 km.